# یاکوب فوگر
یاکوب فوگر (آلمانی: Jakob Fugger؛ ۶ مارس ۱۴۵۹ – ۳۰ دسامبر ۱۵۲۵) یک کارآفرین، معدن‌دار و بازرگان بزرگ اهل آلمان بود که سرسلسله خاندان فوگر بود وی تأثیرات بسیاری بر تجارت سنگ آهن و معدن‌داری داشت.